# Ilkka Hanski
Ilkka Hanski, född 14 februari 1953 i Lembois, Finland, död 10 maj 2016 i Helsingfors, var en finländsk ekolog och zoolog. Han var sedan 1993 professor i zoologi vid Helsingfors universitet. Hanski spelade en central roll för teoriutveckling och empirisk forskning inom metapopulationsekologin. Han var utländsk ledamot av Vetenskapsakademien i Stockholm (invald 2000). Han invaldes 2005 som utländsk ledamot av Royal Society, som den andre finländaren genom tiderna. År 2011 fick han Crafoordpriset i Biovetenskap ”för hans nyskapande studier om hur rumslig variation påverkar dynamiken i djur- och växtpopulationer”. År 2015 fick han den finska hederstiteln "akademiker".